# Muzeum Ziemi „Juna” w Szklarskiej Porębie
Muzeum Ziemi „Juna” – prywatne muzeum minerałów oraz kamieni szlachetnych z siedzibą w Szklarskiej Porębie (jedno z dwóch tego typu muzeów w Szklarskiej Porębie, obok Muzeum Mineralogicznego w Szklarskiej Porębie Górnej).

## Informacje ogólne
Muzeum Juna znajduje się w budynku dawnej „karczmy głodowej” w Szklarskiej Porębie, w której podczas kryzysu w połowie XIX wieku wypiekano chleb dla pracujących przy budowie drogi robotników (ich głodową zapłatą za dzień ciężkiej pracy był bochenek chleba i kubek mleka). Budynek muzeum jest położony w dolinie Kamiennej, w bezpośrednim sąsiedztwie drogi krajowej nr 3.
Pożar, jaki wybuchł w budynku muzeum w nocy z 17 na 18 marca 2015, spowodował poważne zniszczenia: spalił się budynek, eksponowane kamienie szlachetne i minerały z powodu bardzo wysokiej temperatury zostały zniszczone w całości lub części, natomiast Izba Pamięci, w której znajdowały się eksponaty związane Górskim Pogotowiem Ratunkowym, Przewodnikami Sudeckimi i Wlastimilem Hofmanem, uległa całkowitemu zniszczeniu. W efekcie zniszczeń muzeum przez kilka lat nie działało.
W muzeum przed pożarem eksponowane były minerały oraz kamienie szlachetne i ozdobne, pochodzące z terenu Sudetów: okazy siarki, barytu, chryzoprazu, agatu, ametystu, szczotek kwarcowych oraz kwarców dymnych. Ponadto prezentowano eksponaty pochodzące spoza granic Polski, m.in. z Rosji (bryłki czaroitu), Brazylii (geody ametystowe), Kenii (malachitowe stalaktyty) oraz Australii. W podziemiach muzeum można było oglądać XVIII-wieczny piec chlebowy oraz zabytkowe narzędzia służące do wypieku chleba. Od 2010 roku funkcjonowała ekspozycja poświęcona przewodnictwu sudeckiemu oraz GOPRowi. Eksponowana była również kopia obrazu Matki Boskiej Łaskawej z Krzeszowa – jedna z czterech kopii tego obrazu, wykonana z okazji jego koronacji przez Jana Pawła II.
Placówka wznowiła działalność w 2018 roku.
Muzeum jest otwarte przez cały rok, wstęp na część wystawy jest bezpłatny, na pozostałą część – biletowany.